# Hydroptilidae
Famille
Les Hydroptilidae (hydroptilidés en français) forment la deuxième plus grande famille de l'ordre des trichoptères, avec 68 genres répartis partout dans le monde.
Ils sont généralement plus petits que les autres membres de leur ordre (taille adulte de 1,5 à 6 mm) et leurs larves ne fabriquent de fourreau qu'au stade précédant leur dernière mue. Il est alors constitué d'une petite chambre en soie parfois renforcée de grains de sable ou de débris végétaux.

## Liste de genres
- Abtrichia
- Acanthotrichia
- Acostatrichia
- Acritoptila
- Agraylea
- Alisotrichia
- Allotrichia
- Anchitrichia
- Ascotrichia
- Austratrichia
- Betrichia
- Bredinia
- Burminoptila
- Byrsopteryx
- Caledonotrichia
- Catoxyethira
- Celaenotrichia
- Cerasmatrichia
- Ceratotrichia
- Chrysotrichia
- Costatrichia
- Cyclopsiella
- Dhatrichia
- Dibusa
- Dicaminus
- Electrotrichia
- Eutonella
- Flintiella
- Hellyethira
- Hydroptila
- Hydroptilina
- Ithytrichia
- Jabitrichia
- Kumanskiella
- Leucotrichia
- Macrostactobia
- Mayatrichia
- Maydenoptila
- Mejicanotrichia
- Metrichia
- Microptila
- Missitrichia
- Mulgravia
- Neotrichia
- Niuginitrichia
- Nothotrichia
- Novajerseya
- Ochrotrichia
- Orinocotrichia
- Orphninotrichia
- Orthotrichia
- Oxyethira
- Parastactobia
- Paroxyethira
- Paucicalcaria
- Peltopsyche
- Plethus
- Rhyacopsyche
- Scelobotrichia
- Scelotrichia
- Stactobia
- Stactobiella
- Tangatrichia
- Taraxitrichia
- Tizatetrichia
- Tricholeiochiton
- Ugandatrichia
- Vietrichia
- Wlitrichia
- Xuthotrichia
- Zumatrichia

Dont six présents en Europe[réf. nécessaire] :
- Agraylea
- Allotrichia
- Hydroptila
- Ithytrichia
- Orthotrichia
- Oxyethira